# Karem Asfour - Beit Ghattas
Karem Asfour - Beit Ghattas è un  comune (municipalité) del Libano situato nel distretto di Akkar, governatorato di Akkar.